# Indian Hills (Colorado)
Indian Hills è un centro abitato (census-designated place) degli Stati Uniti d'America, situato nella contea di Jefferson dello stato del Colorado. Nel censimento del 2000 la popolazione era di 1.197 abitanti.

## Geografia fisica
Secondo i rilevamenti dell'United States Census Bureau, Indian Hills si estende su una superficie di 12,2 km².